# Terminalia copelandii
Terminalia copelandii är en tvåhjärtbladig växtart som beskrevs av Adolph Daniel Edward Elmer. Terminalia copelandii ingår i släktet Terminalia och familjen Combretaceae. Inga underarter finns listade i Catalogue of Life.